# Dassoungboho
Dassoungboho  è una città e sottoprefettura della Costa d'Avorio appartenente al dipartimento di Korhogo. Conta una popolazione di 6 363 abitanti (censimento 2014).